# Pieter Bouw

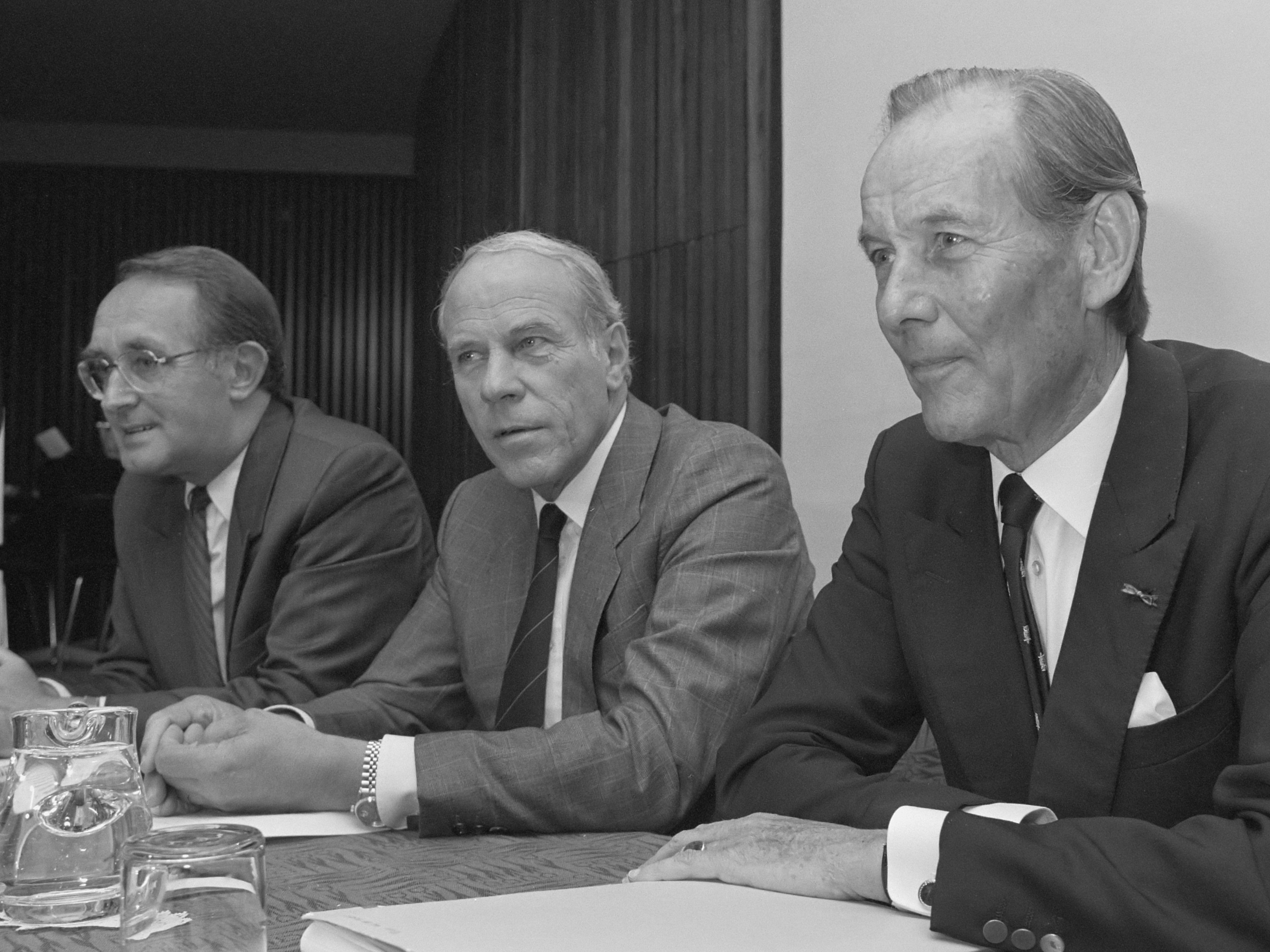
KLM directie: Pieter Bouw, Loek van Ameyden en Jan de Soet (1988)

Pieter Bouw (Nijkerk, 1941) is een Nederlands voormalig topfunctionaris en hoogleraar aan de Universiteit Twente. Hij is vooral bekend als de voormalig voorzitter van de raad van bestuur van KLM.

## Leven en werk
Op zijn achttiende vertrekt hij naar de Vrije Universiteit in Amsterdam om economie te gaan studeren. Na zijn studie treedt hij in 1967 in dienst van de KLM. In 1991 wordt hij voorzitter van de raad van bestuur. Vrijwel direct voert hij een aantal harde maatregelen door, zoals de verzelfstandiging van een aantal bedrijfsonderdelen en het ontslag van honderden werknemers.
Halverwege 1997 stapt hij onverwachts op. Pieter Bouw wordt hoogleraar bedrijfskunde in de praktijk aan de Universiteit van Twente en voorzitter van een commissie die belast is met het verdelen van de ether-frequenties.
Voorts wordt hij benoemd tot voorzitter van de raad van bestuur van Swiss International Air Lines. In maart 2004 wordt hij tot interim-ceo benoemd na het onverwachte aftreden van André Dosé.